# 国際新聞編集者協会
国際新聞編集者協会（こくさいしんぶんへんしゅうしゃきょうかい、International Press Institute：以下IPI）は、報道の自由の促進及び保護、報道の実践の改善を目的として設立された世界的組織。1958年設立。120ヵ国以上が参与している。
会員は、世界各国の報道機関に勤める編集者、幹部、記者らである。IPIはまた"IPI Leading Journalists"という新しい会員部門を設立しており、メディア部門の部局長や事務局長、特派員等の仕事を請け負うことになっている。
ネパールやアゼルバイジャンなど複数の国々において、IPIの会員は、国内メディアの健全化のための委員会を設置している。IPIは、ヨーロッパ南東における報道の自由の監視、報道の交換と報道官の仕事場の円滑化を行う機関、South East Europe Media Organisation (SEEMO：南東欧州メディア機構)と提携している。
IPIは国連、ユネスコ、欧州評議会における諮問資格を有している。
IPIは、世界の言論及び表現の自由を監視する国際的非政府機関、International Freedom of Expression Exchange（表現の自由に関する国際的交換局）のメンバーであり、またチュニジア政府に対し人権改善のロビー活動を行う16の表現の自由の推進団体からなるTunisia Monitoring Group（チュニジアでの言論及び表現の自由に対する監視組合）にも加入している。
2006年10月、National Academy of Television Arts and Sciences（米国テレビ芸術科学学会）はIPIの報道の自由への働きかけを称え、IPIに対し国際エミー賞を授与した。

## 活動

### 抗議の手紙
IPIは世界における報道の自由の監視を行っており、また政府または政府系組織に対し抗議の手紙を送ることにより、ジャーナリストやマスコミへの脅威や攻撃に対処する。これらの脅威はIPIの会員の注意を引き、会員の多くは自分の仕事中に、直接その困難を経験する。

### 報道の自由に関する職務
IPIは報道の自由に脅威が及ぶときに職務を遂行し、政府役人や外交官、報道官や非政府組織に立会い、法的な陳述を提供し、そして訴訟に持ち込む。

### 研究
IPIはメディアに関する大規模な研究を行い、また季刊IPI Global Journalistをも含めた、報道の自由における様々な内容を出版発行する。IPIは定期的に新しいメディア法案を精査し、政府に対し、国際的に認定された基準に沿った、表現の自由における法案をいかに導入するかについての勧告を行う。IPIはまた世界で殺害されたジャーナリストや報道官の集計も行っている。1997年以来、メディア関係者における犠牲者は当サイトに集計されている。

### 世界における報道の自由の概観
毎年IPIは世界における正式なメディア弾圧報告を掲示している。

### IPI自由メディア先駆者賞
1996年施行以来、IPI Free Media Pioneer Award（IPI自由メディア先駆者賞）は、個人や機関のうち、その国々や地域において報道の自由を保障し、かつメディアの独立を保つために多大な困難に立ち向かった者または機関に授与される。この授賞は、米国に本拠を置く報道、言論の自由の普及及び促進に取り組む国際無所属財団、Freedom Forumとの共催により行われる。

### IPI世界会議
毎年、IPIは世界から数百名の出版者、編集者、そして古参のジャーナリストを一堂に集め、世界会議を催す。そこでは、メディアの自由のための運動に関する問題の範囲について議論、討議が成される。

## 補足
- 2001年9月6日、IPIはWAN（世界新聞協会）とともに、韓国をロシア、ベネズエラ、スリランカ、ジンバブエ等と並び、「言論弾圧監視対象国」に指定した。（2004年に除外）[4]